# Hans-Georg Hofer
Hans-Georg Hofer (* 1971 in Hartberg) ist ein österreichischer Medizinhistoriker.

## Leben
Nach dem Lehramts- und Doktoratsstudium (1990–2000: Geschichtswissenschaften) an der Karl-Franzens-Universität Graz war er von 2000 bis 2006 wissenschaftlicher Mitarbeiter/Assistent am Institut für Geschichte der Medizin der Universität Freiburg. Nach der Promotion 2000 zum Dr. phil. an der Karl-Franzens-Universität Graz war er von 2006 bis 2013 wissenschaftlicher Angestellter am Medizinhistorischen Institut der Universität Bonn. Nach der Habilitation 2010 an der Universität Bonn (venia legendi für Medizin- und Wissenschaftsgeschichte) ist er seit 2015 Professor (W3) für Geschichte und Theorie der Medizin an der Westfälischen Wilhelms-Universität Münster.
Seine Forschungsschwerpunkte sind Geschichte und Theorie der modernen Medizin; innere Medizin und klinisch-therapeutische Forschung im 20. Jahrhundert, Medizin nach 1945: Kontinuitäten, Wandlungsprozesse, Internationalisierung, Psychiatrie und Nervenheilkunde im Zeitalter der Extreme, Medizin und Geschlecht: Altern und Andrologie und Universitäts- und Fakultätsgeschichte: Münster, Bonn, Freiburg, Wien.
Seit 2011 führte Hofer umfangreiche Forschungen zur Geschichte der Deutschen Gesellschaft für Innere Medizin (DGIM) im Nationalsozialismus und in der Nachkriegszeit durch. 2020 wurde er zum Ehrenmitglied der DGIM ernannt.

## Schriften (Auswahl)
- Nervenschwäche und Krieg. Modernitätskritik und Krisenbewältigung in der österreichischen Psychiatrie (1880–1920). Wien 2004, ISBN 3-205-77214-8.
- mit Ralf Forsbach: Internisten in Diktatur und junger Demokratie. Die Deutsche Gesellschaft für Innere Medizin 1933–1970. Berlin 2018, ISBN 3-95466-373-2.